# Grevilly
Grevilly település Franciaországban, Saône-et-Loire megyében. Lakosainak száma 26 fő (2022. január 1.). Grevilly Chardonnay, Cruzille, Lugny, Martailly-lès-Brancion és Ozenay községekkel határos.

## Népesség
A település népességének változása:
| Lakosok száma | 34   | 35   | 36   | 34   | 32   | 30   | 28   | 27   | 26   |
|               | 2013 | 2015 | 2016 | 2017 | 2018 | 2019 | 2020 | 2021 | 2022 |